# 胡姆斯 (伊斯蘭教)
在伊斯蘭教的傳統，胡姆斯（阿拉伯语：خمس，意指「五分之一」）是指穆斯林軍隊需要肩負的宗教義務，要求他們在對抗非穆斯林的戰爭裡上繳所得戰利品的五分之一給代表伊斯蘭國家的哈里發或蘇丹。
所有被視為「加尼馬」的戰利品都需要抽取五分之一的賦稅。如何才被視為加尼馬在伊斯蘭教裡有不同的說法，因此抽稅的範圍亦有所不同。在一些地區的法律，胡姆斯包括對商貿所得的利潤及開採的礦產抽取20%的稅額。胡姆斯與天課、吉茲亞等其他的伊斯蘭教賦稅不同，是獨立的一項賦稅。
遜尼派把加尼馬定義為戰利品，什葉派則把它擴展至包括利潤及礦產。遜尼派及什葉派對胡姆斯的適用範圍、歸屬以及收取的胡姆斯應該如何使用都有不同的意見。

## 經文
胡姆斯及加尼馬在古蘭經裡有所論述，例如：
他們問你戰利品（應該歸誰），你說：「戰利品應該歸真主和使者，你們應該敬畏真主，應該調停你們的紛爭，應當服從真主及其使者，如果你們是信士。」
 — 《古蘭經》 8：1
你告訴不信道的人們：如果他們停止戰爭，那末，他們以往的罪惡將蒙赦宥；如果他們執迷不悟，那末，古人的常道已經逝去了。你們要與他們戰鬥，直到迫害消除，一切宗教全為真主；如果他們停戰，那末，真主確是明察他們的行為的……你們應當知道：你們所獲得的戰利品，無論是甚麼，都應當以五分之一歸真主、使者、至親、孤兒、赤貧、旅客，如果你們確信真主和兩軍交鋒而真偽判分之日，我所啟示我的僕人的迹象。真主對萬事確是全能的。
 — 《古蘭經》 8：38－41
正訓是記載先知穆罕默德言行的可信記錄，當中亦有敘述這種教義：
伊本·阿拔斯轉述：阿卜杜·蓋斯部族的代表團來覲見使者，說：「主的使者啊！我們是從拉比阿部族來的。在我們和你之間有穆達爾部族的逆徒隔着，因此我們只能在禁月中才能夠來見你。請你給我們一些指導吧！我們持守之，並教給沒來到來的那些人。」使者說：「我命令你們四件事，禁止你們四件事。我命令你們：信仰主，即見證萬物非主，唯有主（使者說時還彎了一下手指）；履行拜功；完納天課；封賴買丹月的齋，並把獲得的戰利品中的五分之一交予主……」
 — 《布哈里聖訓》 4：53：327
當安拉使者委派任何人作為軍隊的首領或隊長的時候，他會特別告誡他們要敬畏真主，並善待與他們一起並肩作戰的穆斯林。他說：以安拉之名及安拉之道戰鬥，與不信安拉的人們戰鬥，發動聖戰，不要侵吞戰利品、不要背棄諾言、不要殘害屍體、不要殺害兒童。當你遇到信仰多神教的敵人，請他們做三件事。如果他們做到其中一件事，請你接納並保持克制，不要傷害他們。請他們信仰伊斯蘭教，如果他們應允，接納他們，不要與他們戰鬥，然後請他們遷移到穆斯林的地方，告訴他們如果他們照辦，他們可以享有穆斯林的所有權利和義務。如果他們不願意遷移，他們就是貝都因穆斯林，就像其他穆斯林一樣都是安拉的信徒，但他們不會分得戰利品或法伊，除非他們與穆斯林一起與不信者作戰。如果他們拒不信仰伊斯蘭教，向他們徵收吉茲亞，如果他們同意，請接納，不要動手。如果他們拒絕，向安拉請求幫助，與他們戰鬥。
 — 《穆斯林聖訓實錄》 19：4294
在伊斯蘭教的法律術語裡，胡姆斯是指一人所得財富的五分之一，需要上繳給伊斯蘭國家。在伊斯蘭教法學裡，胡姆斯是其中一種從「加尼馬」及「法伊」抽取的賦稅。在歷史上，「加尼馬」是指穆斯林軍隊攻擊不信者及在戰爭之後奪得的戰利品。「法伊」則是穆斯林從放棄抵抗的不信者充公而得的財產。不過，隨著時代的推進，伊斯蘭學者擴展了加尼馬的概念和範圍，遜尼派與什葉派對於加尼馬的定義出現分歧。古蘭經的第59篇第7段被加以引用，把法伊的徵稅提高至100%，不再局限在五分之一。除去需要繳交的胡姆斯，剩餘的80%由參戰的軍隊指揮官及士兵瓜分。

## 加尼馬
在古蘭經裡，胡姆斯的課稅物品被稱為加尼馬（الْغَنيمَة）。阿拉伯語的加尼馬有多個意思：
1. 戰利品
2. 利潤
3. 礦物及任何形式的埋藏寶藏

不過，有聖訓把七項物品納入為加尼馬：
1. 利潤或剩餘收入
2. 混有非法財產的合法財產
3. 礦物
4. 潛入海裡取得的寶石
5. 寶藏
6. 不信者從穆斯林手中購買的土地
7. 戰利品

有些人則僅定義為「任何被當作戰利品的物品」。

### 什葉派的觀點
什葉派的胡姆斯適用於商貿產生的利潤，於財政年度之初徵收。涉及利潤的所有加尼馬都須抽取胡姆斯。
在13世紀由什葉派控制的地區，徵收得來的胡姆斯被分為兩個部分。一部分由穆罕默德的後裔獲得，另一個部分則分給伊瑪目、教士、孤兒及赤貧的穆斯林。胡姆斯是什葉派地區的主要收入來源。

### 遜尼派的觀點
根據一些遜尼派學者所說，胡姆斯適用於任何戰爭所得或因為戰爭所得的加納揚（可動及不動財產）。其他諸如阿布·歐貝德、卡拉達維等學者則指出對於穆斯林的意外收益亦應徵收胡姆斯，但不像什葉派會對正常的收益徵收胡姆斯。

## 歷史

### 非洲
自8世紀至20世紀初，入侵非洲的指揮官都奉行胡姆斯。不過，上繳給伊斯蘭國家的份額是50%。例如1919年西非的穆斯林統治者阿曼·亞吉在他的日記裡寫道：
我襲擊了羅瓦的異教徒，獲得50頭牛及33名奴隸。除去胡姆斯之後，我們獲得17名奴隸及25頭牛。
 — 阿曼·亞吉
北非的柏柏爾人在8世紀至10世紀亦被視為異教徒，穆斯林襲擊他們所得財產亦按照胡姆斯的方式處理。

### 歐洲
自8世紀以後，歐洲南部成為摩洛哥及奧斯曼帝國襲擊及征服的目標。在科爾多巴被穆斯林征服後，從基督徒及猶太教徒那裡奪得的所有可以轉移的五分之一戰利品都被移送到國庫，餘下部分則由參戰的指揮官及士兵瓜分。據穆薩·努賽爾所述，穆斯林軍隊指揮官又把異教徒放棄的土地提取20%獻給哈里發。降伏的基督徒及猶太教徒須就他們擁有的土地繳交吉茲亞。不過，伊本·哈茲姆提到穆斯林士兵沒有從征服所得土地搶奪得來的財富繳納胡姆斯，而是據為己有，這成為非洲穆斯林統治者與在西南歐新建立的哈里發國之間缺乏互信及出現爭議的原因之一。除了西班牙，穆斯林征服西西里島、希臘及高加索地區所得的加尼馬及法伊亦須繳納胡姆斯。

### 印度
自10世紀至18世紀，穆斯林軍隊不時襲擊印度的非穆斯林王國，當中有來自西北的突厥化蒙古人、波斯人及阿富汗人，此外還有德里蘇丹國。從異教徒（印度教徒、耆那教徒、佛教徒）所得可以轉移的戰利品都要抽取胡姆斯。20%的戰利品要上繳給蘇丹國，餘下80%由軍官、騎兵及步兵瓜分，騎兵所分得的戰利品是步兵的兩至三倍。他們能夠略奪印度教的廟宇和寶庫而獲得大量財富，這是穆斯林發動戰爭的一個動機，印度的蘇丹能夠通過徵收胡姆斯斂財。瓦朗加爾也曾經被穆斯林洗劫，因而獲得光之山，光之山是人類已知的歷史裡最大的其中一顆鑽石。

## 註腳
1. ↑  Hiro（1989年），第147页
2. ↑  Tusi（2008年），第148页
3. ↑  Sachedina（1980年），第275-289页
4. ↑  McGee（2011年），第183页
5. ↑  馬堅（1981年），第131页
6. ↑  馬堅（1981年），第134页
7. ↑  Mundhiri（2000年），第563页
8. ↑  Swarup（2002年），第109-112页
9. ↑  Esposito（2004年），第174页
10. ↑  McGee（2011年），第181页
11. ↑  Fisher（2001年），第49-51页
12. ↑  Makdisi（1965年），第33-34页
13. 1 2 3  Scales（1993年），第56-60、119-147页
14. ↑  Clarke（2012年），第42-49、131-137页
15. ↑  Johns（2002年），第27页
16. ↑  Kumar（2007年），第176-179页
17. ↑  Agarwal（2010年），第66-67页
18. ↑  Fanselow（1989年），第264-289页
19. ↑  Chandra（2007年），第62-63页
20. ↑  Gopal（1994年），第46页